# 法律实证主义
法律实证主义（legal positivism; Rechtspositivismus，為與德國之法律實證主義（Gesetzespositivismus）區分，嚴格上稱為法實證主義），或称法实证论、实证法学、概念法學派，是当代的一种法理学和法哲学流派。此主義指出法律是人定的規則，和道德沒有必然的關係。
法律实证主义在很多方面和自然法理论针锋相对。自然法认为在法律和公正之间存在着本质的关联性，而法实证主义则认为，法律的有效性和道德、公正无关。
在哈特的《法律的概念》问世之后，英美的法律实证主义与牛津语言哲学紧密结合；其所依赖之“描述社会学”的方法，被认为源自約翰·奧斯丁与后期维特根斯坦的语言哲学理论，并与马克斯·韦伯的社会学方法有耦合之处。在新自然法学派代表人物德沃金的《认真对待权利》发表之后，法实证主义在回应德沃金“法律原则说”的过程中，分裂为以哈特、科尔曼为代表的「包容的法实证主义」（soft legal positivism）与以約瑟夫·拉茲为代表的「排他的法实证主义」（hard legal positivism）：前者主张法律与道德可以有偶然的联系，后者则认为法律与道德在概念上截然相分。
在欧陆方面，凯尔森亦被认为是法实证主义的代表，其纯粹法学理论被认为法律作为“规范”，是与事实及道德相分的第三领域。
實質上實證法學與法實證主義仍有一段差距，凱爾森創立法律位階最高階為基礎規範。而法實證主義則忽視法律文字以外的社會、文化、價值等因素，強調法律的規範。因此，難以認為實證法學等同於法實證主義。
法实证主义乃当今英美法律理论的主流理论，上述两派皆为有力说。不过，法实证主义理论亦有诸多弱点，比如，无法完备解释法律之合法性-正统性来源，无论是哈特的“承认规则”还是凯尔森的“基础规范”皆是如此。

## 外部連結
- 法理學經典導讀系列演講 （页面存档备份，存于）（由台灣法理學會、台灣法學會與台大人權暨法理學研究中心共同提供）
  - 第-1-場-10月6日：reine-rechtslehre導讀篇凱爾森《純粹法學》第一版（Reine Rechtslehre）————由台灣大學鍾芳樺博士導讀
  - 哈特《法律的概念》（The Concept of Law） （页面存档备份，存于）————由中研院許家馨助研究員導讀
  - 德沃金《法律帝國》（Law's Empire） （页面存档备份，存于）————由台灣大學莊世同教授導讀
  - 德沃金《原則問題》（A Matter of Principle） （页面存档备份，存于）————由高雄大學王照宇教授導讀（同時為執業律師）